# رؤية وطنية
منظمة الرؤية الوطنية (بالإنجليزية: Patriotic Vision) اختصارًا PVA؛ هي منظمة مساعدات إنسانية دولية غير حكومية وغير ربحية، اتخذت لبنان مقرًا لها. تأسست في 17 شباط / فبراير 2013. تسعى إلى تعزيز الحضارة الاجتماعية، ورفع رفاه الفرد والمجتمع في بيئة توفر الحرية والحق في الاختيار داخل الحدود الإنسانية والاجتماعية. وتعمل أيضا على بناء السلام ونشر وتأمين حقوق الإنسان. وتسعى إلى التنمية الاجتماعية والاقتصادية والبيئية والوطنية، وإلى آفاق جديدة للتنمية وفقا للتغيرات الداخلية والخارجية باقتراح حلول للتحديات الإنمائية. معتمدة لدى مكتب الأمم المتحدة في جنيف منذ عام 2016 ومكتب الأمم المتحدة في فيينا منذ عام 2018. ومنحت صفة استشارية خاصة في الأمم المتحدة عام 2018.

## التاريخ
منذ تأسست الرؤية الوطنية عام 2013 عملت على نشر وتأمين حقوق الإنسان بما فيها حماية الطفل والمساواة بين الجنسين والحد من التدهور البيئي والسعي نحو التنمية المستدامة ضمن أجندة عام 2030 «أهداف التنمية المستدامة». ومنذ أن تم تسجيلها كمنظمة غير حكومية في عام 2015، أصبحت منظمة غير حكومية رائدة في مجال حقوق الإنسان، ملتزمة، مسترشدة، ومستندة إلى الاعلان العالمي لحقوق الإنسان وإعلان حقوق الطفل.
في عام 2018، وبعد أن منحت الرؤية الوطنية صفة استشارية خاصة مع الأمم المتحدة، أصبح محمد صفا الذي يشغل منصب المدير التنفيذي هو نفسه الممثل الدائم في الأمم المتحدة.

## النشاط
تقدم منظمة الرؤية الوطنية مساعدات إغاثة طارئة للأشخاص الذين تتعرض حياتهم للخطر بسبب الكوارث أو النزاعات والذين يحتاجون إلى مساعدة فورية. وهي تحاول الاستجابة لجميع حالات الطوارئ الكبرى في جميع المناطق التي يمكنها الوصول إليها أو بالتعاون مع الوكالات الشريكة. على سبيل المثال، عملت الرؤية الوطنية على الحد من العبودية الحديثة بين اللاجئين والمهاجرين والمواطنين بعد أزمة النزوح التي شهدها لبنان، من خلال كتابة وإطلاق سياسة حماية الطفل التي ساعدت آلاف الأطفال وكفلت حصولهم على الغذاء والرعاية الصحية والتعليم وخاصة للأطفال الأكثر ضعفاً.
تشجع المنظمة الوعي العام بالمساواة بين الجنسين، بأهمية إشراك المرأة في العمل الاجتماعي والسياسي وتشمل هذه الجهود التعاون مع الأمم المتحدة ووسائل الإعلام والمشاركة المجتمعية.
تكرس المنظمة جهدًا كبيرًا للحد من تدهور البيئة والحد من تغير المناخ. في عام 2016، أطلقت مشروع فرز النفايات من المصدر بالإضافة إلى العديد من المشاريع البيئية في العديد من المدارس والجامعات والقرى.
تعمل المنظمة جنبا إلى جنب مع العديد من المنظمات والقادة المؤثرين على إشراك ودمج متلازمة داون في الحياة الاجتماعية وحقهم في الانخراط في سوق العمل وقد حققت نجاحا مثمرا بهذا الصدد.

## في الأمم المتحدة

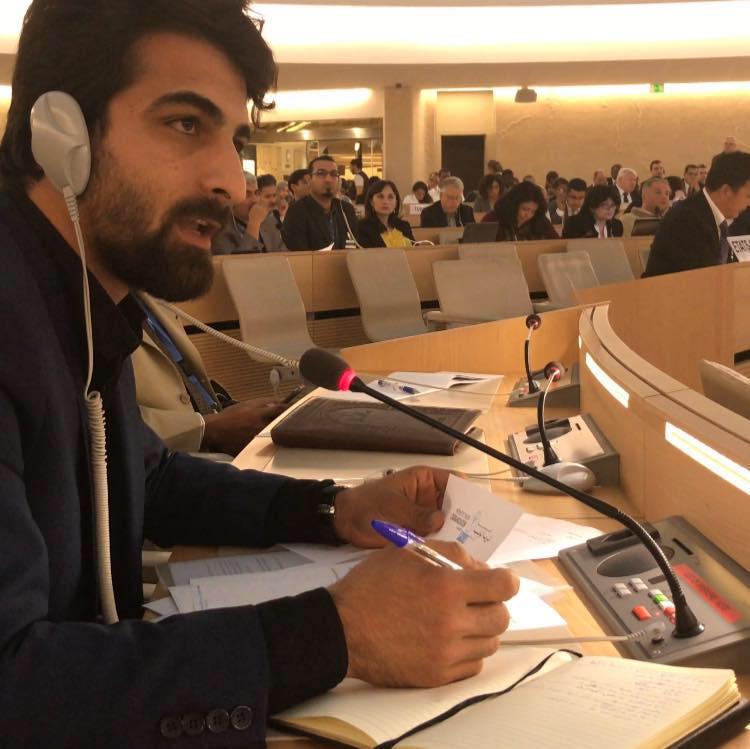
محمد صفا، الممثل الدائم في الأمم المتحدة خلال مداخلته في مؤتمر الأقليات

تؤثر الرؤية الوطنية في مناقشات وقرارات وإجراءات مختلف هيئات الأمم المتحدة الخاصة باتفاقيات حقوق الإنسان والإجراءات الموضوعية وتقديم معلومات لها حول أوضاع البلدان بشكل عام أو حول حالات محددة من شأنها أن تثري عمل هذه الهيئات في رصد الأوضاع وتقديم توصيات محددة للبلدان.
فتعمل منظمة الرؤية الوطنية لرفع مستوى الوعي وتبادل المعلومات وإجراء البحوث والتحليل وتعبئة الناس لآليات الأمم المتحدة الخاصة بحقوق الإنسان. وتلعب دورا مكملا يستطيع تقديم معلومات إلى المفوضية السامية لحقوق الإنسان، والآليات، والإجراءات الخاصة، وآليات تقديم الشكاوى وصوتا حاضرا في مجلس حقوق الإنسان. والمعلومات التي تقدمها هي غاية في الأهمية إذ أنها غالبا ما تكون صوتا لضحايا انتهاكات حقوق الإنسان أو الفئات المعرضة للانتهاكات أو المهمشة. وتساهم مؤخرا بالاستعراض الدوري العالمي (UPR) ولجنة حقوق الإنسان.
وإذا تقدم بلد بتقرير دوري إلى إحدى الهيئات أو الآليات، تستطيع الرؤية الوطنية ان تقدم تقريرها الخاص لأعضاء اللجنة المكلفة النظر في التقرير، وعادة ما يسمى هذا التقرير الخاص ب «تقرير الظل». وبإمكان الرؤية الوطنية أيضا استعراض تقاريرها أمام اللجنة وحضور جلسات مراجعة تقارير البلدان، هذه الجلسات التي تكون علنية وموثقة على أشرطة تسجيل.
ومع تنظيم بعثات المقررين الخاصين، تضطلع الرؤية الوطنية بدور فعال عبر توفير المعلومات قبل وأثناء وبعد الزيارات بهدف تسليط الضوء على بعض المشاغل الرئيسية. كما أن الحضور والمشاركة النشطة للرؤية الوطنية في أعمال الأمم المتحدة وهيئات وآليات حقوق الإنسان هو بحد ذاته ضمانا للمساءلة.
كما تعمل الرؤية الوطنية من خلال مركزها كصفة استشارية خاصة مع المجلس الاقتصادي والاجتماعي في الأمم المتحدة إلى التعاون مع كافة الوكالات والهيئات التابعة للامم المتحدة بالسعي إلى تحقيق أجندة عام 2030 وأهداف التنمية المستدامة.